# 토닉 (밴드)
토닉(Tonic)은 미국 캘리포니아주 로스앤젤레스 출신 포스트 그런지 밴드이다.

## 멤버
- 에머슨 하트(Emerson Hart) - 리드 보컬, 피아노, 기타
- 제프 루소(Jeff Russo) - 리드 기타, 리듬 기타, 어쿠스틱 기타, 배킹 보컬
- 댄 레이버리(Dan Lavery) - 베이스, 배킹 보컬, 피아노

### 이전 멤버
- 댄 로스차일드(Dan Rothchild)
- 케빈 셰퍼드(Kevin Shepard)

## 음반 목록
- 《Lemon Parade》(1996년)
- 《Sugar》(1999년)
- 《Live & Enhanced》(1999년)
- 《Head on Straight》(2002년)
- 《A Casual Affair: The Best of Tonic》(2009년)
- 《Tonic》(2010년)